# زين العابدين بن الحسن
مولاي زين العابدين والمعروف بمولاي الزين، هو ابن الحسن الأول، عُين سلطان للمغرب في مكناس في 17 أبريل 1911، بعد أن حاصرت قبائل بني مطير مدينة فاس وبايعته سلطانا، إلى غاية 8 يونيو 1911 عندما أخضعه جيش الاحتلال الفرنسي والسلطان عبد الحفيظ، وأعلن ولاءه لأخيه.

## نسبه
هو زين العابدين بن الحسن بن محمد بن عبد الرحمن بن هشام بن محمد بن عبد الله الخطيب بن إسماعيل بن الشريف بن علي بن محمد بن علي بن يوسف بن علي بن الحسن بن محمد بن الحسن الداخل بن القاسم بن محمد بن أبي القاسم بن محمد بن الحسن بن عبد الله بن محمد بن عرفة بن الحسن بن أبي بكر بن علي بن الحسن بن أحمد بن إسماعيل بن القاسم بن محمد النفس الزكية بن عبد الله الكامل بن الحسن المثنى بن الحسن بن علي بن أبي طالب بن عبدالمطلب بن هاشم.

## مسيرته
أمه للا زينب، أول زوجة للحسن الأول، وشقيقه مولاي امحمد، الذي ابعد من ولاية العهد زمن الحاجب با حماد.
شهد المغرب موجة من التمرد ابتداء من سنة 1909، وكان التمرد من قبائل ثائرة بالقرب من مدينة فاس المطالبة منذ أبريل 1911 بتنصيب سلطان جديد، وهو مولاي زين العابدين، كما كانوا يطالبون بتشكيل حكومة ثورية مؤقتة وإرسال قوات فرنسية تحت إشراف الجنرال موانيي إلى الشاوية. حيث تبين للمغاربة أن اعتراف السلطان باتفاقية الجزيرة الخضراء في مراكش 1907 وتحمل أعباء الديون التي تركها له خلفه مولاي عبد العزيز واللجوء إلى قروض أخرى ومتابعة «الإصلاحات» العسكرية تحت إشراف فرنسا لم يساعد إلا في تسريع وتسهيل سقوط المغرب تحت الوصاية الخارجية. أضف إلى هذا التقسيم الذي عرفه البلد بسبب مؤامرات كبار القياد في الجنوب والذين نسجوا مؤامرات عديدة ضد مولاي عبد العزيز منذ 1904 وكانوا وراء المطالبة بتعيين أخيه خليفة له في 1907. هذا الوضع ساهم بشكل مباشر في تسريع تآكل المخزن من الداخل وفي تفاقم الشلل الذي أصابه وبالتالي في انخفاض شعبيته يوما بعد يوم. فنشأت تحالفات وثورات تطالب بتنحية السلطان مولاي حفيظ، ومن هنا جاء تطويق فاس في فبراير وأبريل 1911. اجتمعت القبائل في أغوراي حيث طالبوا بتنصيب مولاي زين العابدين ليعطي للإمامة وللخليفة روحا جديدة. وكان من بين أعيان القبائل عقا بويدماني والحاج محمد مكوار المفاوض الفاسي الذي كان ينشط في المعاملات التجارية مع بريطانيا كانا الركيزة الأساسية في الحكومة المناوئة المؤقتة التي تم تشكيلها آنذاك لتنحية السلطان مولاي الحفيظ.

### تنحي الزين
حاول مولاي حفيظ طلب المساعدة الحوز والشاوية، وهي مناطق كانت تسانده بشكل قوي في بداياته، وشكلت خلافاته مع كبار القياد في الجنوب، الذين أبعدهم من حكومته تحت ضغط القبائل، حجر عثرة أمامه خصوصا وأن الجنرال موانيي عرف جيدا كيف يستغل هذا الوضع لصالحه. وهكذا سارع السلطان المحاصر إلى تعبئة القوات لـإنقاذ فاس.
وبعد زحف متدرج لقواته في بني حسن في الغرب، استطاعت الوصول إلى العاصمة في 21 مايو 1911. وبعد كسر الحصار، ومطاردة رجال القبائل التي حاصرت المدينة الإدريسية، اتجهوا نحو صفرو وبعدها فاس، حيث استولوا على المدينة وأجبروا مولاي زين العابدين على التخلي عن مطالبه وحل حكومته.